# جينيسيو جولارت
جينيسيو جولارت (10 أبريل 1954 - 8 مارس 2021) سياسي برازيلي.

## السيرة الشخصية
جينيسيو هو ابن جواو إيجينو وماريا سوزا جولارت. خدم في المجلس البلدي لمدينة توباراو من عام 1992 إلى عام 1996 ثم شغل منصب رئيس بلدية المدينة من عام 1997 إلى عام 2000. خدم في الجمعية التشريعية لسانتا كاتارينا من عام 2003 إلى عام 2011.
توفي جينيسيو جولارت في توباراو في 8 مارس 2021 عن عمر يناهز 66 عامًا.